# Brevivulva electroma

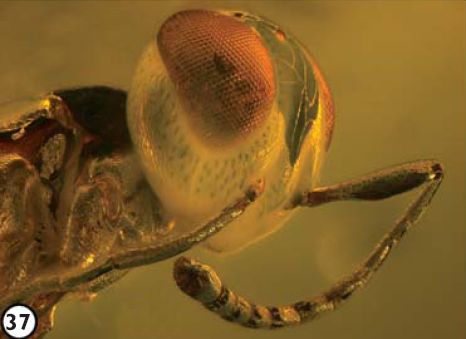
Голова наездника

Brevivulva electroma (лат.) — ископаемый вид перепончатокрылых насекомых, единственный в составе монотипического рода Brevivulva семейства Eupelmidae из надсемейства Chalcidoidea. Эоцен. Балтийский янтарь (около 40 млн лет). Один из древнейших видов семейства.

## Описание
Мелкие перепончатокрылые насекомые, длина тела 3,25 мм, включая яйцеклад. Усики 13-члениковые (соотношение длин сегментов: 12,5: 5,2: 2,2: 4,5: 3,2: 3,2: 3,2: 3,0: 2,8: 2,6: 5,2) с 3-члениковой булавой. Фасеточные глаза крупные, расположены в верхнебоковой части головы; между глазами расположены три простых глазка (оцеллии). Затылок без затылочного киля. Мезоскутум с продольными парапсидальными бороздками. Общая окраска тёмная с отдельными зелёными металлически блестящими участками. Гипопигий самок выступает примерно на половину длины брюшка. Биология неизвестна, но строение яйцеклада говорит о возможном паразитировании на насекомых, обитающих в древесине.
Вид был обнаружен в куске балтийского янтаря (размером 21 мм длиной и 5 мм шириной) и впервые описан в 2009 году канадским энтомологом Гари Гибсоном (Gary A. P. Gibson, Agriculture and Agri-Food Canada, Canadian National Collection of Insects and Arachnids, Оттава, Канада). Родовое название получено от сочетания двух слов: «brevis» (короткий) и «vulva» (вульва, укороченный гипопигий, часть гениталий, более короткая, чем у близкого современного рода Lambdobregma), а видовое имя — от «electrum» (янтарь).